# Штефанс-плац
Штефанс-плац (нім. Stephansplatz — «площа Стефана») — площа, розташована в центрі Внутрішнього Міста у Відні. На площі розташований собор святого Стефана, один з головних символів австрійської столиці. Штефанс-плац є точкою відліку для автодоріг, що йдуть з Відня.
Історія площі тісно пов'язана з історією собору, першу будівлю якого було побудовано в 1137—1147 роках. До 1200 року собор перебував поза територією Відня, на захід від міських стін. З розширенням міста на схід в XIII столітті навколо собору розпочалося будівництво споруд, що утворили площу. З початку XV століття Штефанс-плац є центральною площею міста. До 1732 року на площі також розташовувалося кладовище. Капела Св. Магдалени (die Magdalenskapelle), яка знаходилась при кладовищі, була знищена пожежею в 1781 році і не відновлювалася. Під нею була розташована поєднана з нею підземна капела Св. Віргілія (die Virgilkapelle), виявлена при будівництві метро в 1973 році. Обриси капели Св. Віргілія викладені мозаїкою на Штефанс-плаці на захід від собору.
Наприкінці XIX століття площа і прилеглий район піддалися реконструкції, при цьому були знесений ряд будівель. Результатом цього, крім іншого, стало фактичне об'єднання Штефанс-плацу з площею Шток-ім-Айзен, що виходить на Кернтнер-штрасе і Грабен.
У 1945 році площа, як і собор Святого Стефана, серйозно постраждала в результаті бомбардувань.
У 1978 році під площею була відкрита однойменна станція метро 1-й лінії, а в 1991 році — станція 3-й лінії.
У 1990 році в західній частині площі (формально, за адресою Шток-ім-Айзен-плац, будинок 4) на місці раніше існуючої будівлі компанії Philipp Haas & Söhne споруджено будинок будинок Гааса (Haas-Haus), який різко виділяється на тлі історичних будівель.
Площа є одним з найпопулярніших у туристів місцем в місті і є, за винятком північно-східного боку, пішохідною. зоною, на яку виходять, крім головного входу в собор і виходів із метро, кілька магазинів і кафе. У східному куті розташована стоянка кінних екіпажів (фіакрів) і підземна парковка (в'їзд із Шулер-штрасе).

## Цікаві факти
У 1994 році на площі проходили зйомки епізодів телесеріалу «Комісар Рекс»